# 20 km de Genève
Les Balexert 20 km de Genève est une épreuve de course à pied de 20 km, organisée chaque année depuis 2017 sur le canton de Genève.

## Histoire
La première édition a lieu le 29 octobre 2017. Elle est remportée chez les hommes par l'Éthiopien Alemayehu Wodajo en 1 h 4 min 23 s, également vainqueur de la course Morat-Fribourg un peu plus tôt dans le mois, et chez les femmes par la Britannique Victoria Crawford en 1 h 18 min 45 s. Les participants ont pu courir les 20 km seul ou par équipes de deux.
Pour la deuxième édition en 2018, un autre Éthiopien, Eyob Habtesilassie remporte la course en 1 h 0 min 42 s. Du côté des femmes, c'est l'Éthiopienne Haven Hailu qui l'emporte en 1 h 10 min 14 s. Elle est suivie par Silass Geletu et Aline Camboulives qui ont respectivement fait des temps de 1 h 11 min 51 s et 1 h 17 min 39 s. Un nouveau format de course voit le jour, le 20 km trio. Il est donc désormais possible de créer une équipe de trois personnes.
La troisième édition a lieu le 3 novembre 2019. L'organisation annonce la présence de Tadesse Abraham. Abraham remporte la course en 59 min 55 s et établit un nouveau record du parcours. L’Éthiopienne Israel Geletu remporte l'épreuve féminine en 1 h 14 min 28 s. L'épreuve se diversifie en proposant un format 10 km (en course, marche, ou marche nordique, au choix). Il y a donc 2 distances et 6 formats à choix lors de la troisième édition.

## Parcours
Le parcours se trouve en intégralité sur la rive droite du lac Léman. Le départ a lieu sur le quai du Mont-Blanc, au centre-ville de Genève. Les coureurs passent ensuite par le quartier de la Genève internationale et notamment la place des Nations avant d’entamer une partie en campagne en traversant les communes de Pregny-Chambésy, Grand-Saconnex, Bellevue et Genthod. Ils passeront devant le célèbre sablier du Milénium. L'arrivée a lieu également sur le quai du Mont-Blanc après une boucle de 20 km.

## Vainqueurs
| Année                                                                 | Hommes            | Pays          | Temps           |                             | Femmes      | Pays            | Temps |
| 2017                                                                  | Alemayehu Wodajo  | Éthiopie      | 1 h 04 min 23 s | Victoria Crawford           | Royaume-Uni | 1 h 18 min 45 s |       |
| 2018                                                                  | Eyob Habtesilasse | Éthiopie      | 1 h 00 min 42 s | Haven Hailu                 | Éthiopie    | 1 h 10 min 14 s |       |
| 2019                                                                  | Tadesse Abraham   | Suisse        | 59 min 55 s     | Israel Geletu               | Éthiopie    | 1 h 14 min 28 s |       |
| 2020 : édition annulée en raison de la pandémie de Covid-19 en Suisse |                   |               |                 |                             |             |                 |       |
| 2021                                                                  | Emanuel Gisamoda  | Tanzanie      | 59 min 09 s     | Helen Bekele                | Éthiopie    | 1 h 07 min 05 s |       |
| 2022                                                                  | Dominic Lobalu    | Soudan du Sud | 58 min 15 s     | Helen Bekele                | Éthiopie    | 1 h 06 min 32 s |       |
| 2023                                                                  | Brian Kipchumba   | Kenya         | 1 h 01 min 19 s | Helen Bekele                | Éthiopie    | 1 h 09 min 25 s |       |
| 2024                                                                  | Dominic Lobalu    | Suisse        | 59 min 47 s     | Cynthia Chepchirchir Kosgei | Kenya       | 1 h 09 min 11 s |       |

 Record de l'épreuve